# تادئوش روت
تادئوش روت (انگلیسی: Tadeusz Rut؛ ۱۱ اکتبر ۱۹۳۱ – ۲۷ مارس ۲۰۰۲ (aged 70)) ورزشکار دو و میدانی اهل لهستان بود.
وی در مسابقات کشوری و بین‌المللی در مجموع برندهٔ ۱ مدال طلا، ۱ مدال برنز شده‌است.